# 아메넴헤트 3세

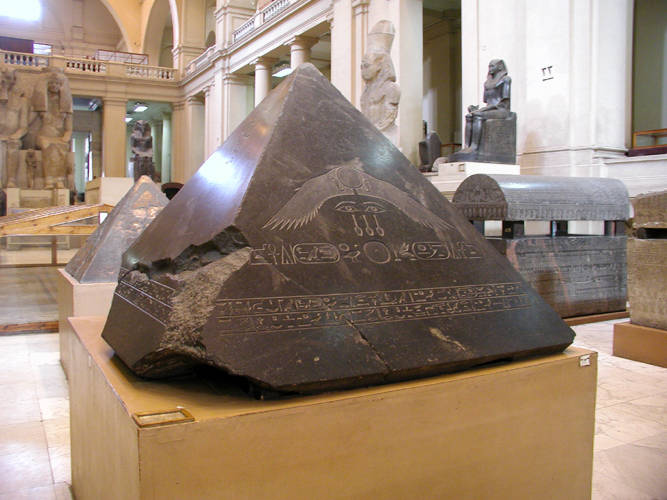

아메넴헤트 3세(Amenemhat III)는 이집트 12왕조의 제6대 파라오(재위 : 기원전 1860년 ~ 기원전 1814년)이다. 가장 많이 알려진 즉위한 날짜는 즉위 45년 아크헷(나일강이 범람하는 시기) 22라고 파피루스에 써져있다. 그의 통치기간은 중왕국 시대의 황금기라 여겨진다. 그는 오랜 기간 동안(20여년) 세누스레트 3세인 아버지와 함께 공동으로 통치하였다.
지금은 누비아 코노소에 위치한 손상된 석판에 기록된 것에 따르면 통치 말년에는 그의 후계자인 아메넴헤트 4세와 함께 공동 통치를 했다고 한다. 그의 통치의 46, 47 혹은 48년은 에메넴헤트 4세의 1년과 동일한 시기이다. 에메넴헤트 4세의 후계자였던 딸인 소베크네페루는 12왕조의 마지막 통치자였다. 아메넴헤트 3세의 즉위명은 네마아트레로 "레(라)의 정의에 속한 자"라는 의미이다.
| 전임 세누스레트 3세 | 제6대 이집트 제12왕조의 파라오 기원전 1860년 ~ 기원전 1814년 | 후임 아메넴하트 4세 |

## 같이 보기
- 파라오 목록